# Justyna Tomańska
Justyna Tomańska (ur. 21 kwietnia 1975 w Ozimku) – polska pisarka.

## Kariera
Jako nastolatka wyjechała do Wielkiej Brytanii, skąd po 6 latach przeniosła się na 7 kolejnych lat do Hiszpanii. Na podstawie własnych doświadczeń emigracyjnych opublikowała autobiograficzne książki Polka w Londynie (2004) i Polka w Madrycie (2005) wydane przez Wydawnictwo Bauer. 
Jest wolontariuszką Fundacji Spełnionych Marzeń sprawująca funkcję koordynatora ds. projektów. Jest współzałożycielką, pomysłodawczynią i menedżerką zespołu Volver oraz menedżerką jej lidera, Mariusza Totoszko. Jest autorką tekstów i producentką płyt dla dzieci. Jest właścicielką firmy AJ Music Management.
1 lutego 2015 roku zakończyła współpracę zawodową z Mariuszem Totoszko, angażując się w autorski program dziecięcy.

## Życie prywatne
Związana z Mariuszem Totoszko, z którym ma córkę Zofię (ur. 2011)